# ソコル (運動協会)

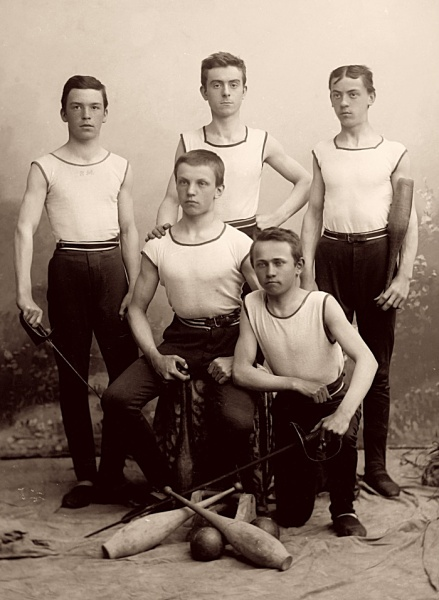
ユニフォームを着用したソコルの会員（1900年）

ソコル（チェコ語: Sokol）とは、プラハで創設された民族的体育運動協会である。現チェコの国民性の形成に重要な役割を果たしたと言われ、ソコルの会員だったトマーシュ・マサリクは協会を「民主主義の学校」と呼んだ。
「ソコル」はチェコ語で「鷹」を意味する単語であり、「有能かつ勇敢な青年」「民族解放の戦士」という意味合いも含まれている。名称の由来は明確になっていないが、英雄を「ソコル」と呼ぶ南スラヴの習慣から名付けられたとする説がある。

## 歴史
ハプスブルク家の支配下に置かれていた現チェコでは19世紀半ばから民族再生運動の機運が高まり、1862年にミロスラフ・ ティルシュらによって「ソコル」と名付けられた体育協会がプラハに創設された。1869年には婦人部、少女部が設置され、女性の参加が認められるようになる。プラハに続いて現チェコ各地にソコルが設立され、1870年代から乱立する団体を統括する組織の設立が試みられるが、政府は認可を与えなかった。1889年にボヘミア、1894年にモラヴィアとスレスコ（シレジア）の統括団体の設立が認められ、1904年に現チェコ全体のソコルを統轄するチェコスラヴ・ソコル連盟が発足した。
ソコル設立の動きは他のスラヴ系民族にも波及し、1908年にスラヴ・ソコル連盟が設立され、チェコ以外にスロヴェニア、セルビア、ポーランド、ブルガリア、ロシアの各連盟がこれに加入した。1912年にはスラヴ民族の団結を示すため、プラハで全スラヴ・ソコル祭典が開催される。1926年にはプラハ郊外に横幅310m、縦幅202mのストラホフ・スタジアムが建設され、マスゲームの上演を目的とした競技場はおよそ180,000の観客を収容することができた。第一次世界大戦後にチェコスロバキアが独立すると、ソコル運動はスロバキアにも拡大する。
第一次世界大戦と第二次世界大戦の戦間期にソコルはより発展するが、ソビエト連邦では活動を禁止された。第二次世界大戦期にナチス・ドイツの占領下に置かれたチェコスロバキアでソコルは解散させられるが、戦後協会は再建される。第二次世界大戦後、共産党政権下で東欧諸国のソコルは事実上活動を禁止され、協会は国外で活動を継続した。1948年にプラハで開催されたソコル祭典の集団演技には98,000人の学童と273,000の会員が参加し、2週間にわたって行われた大会の中で共産主義政権への反発が露にされる。チェコスロバキアではソコルの活動が停止した後、社会主義的な演出を施した「スパルタキアーダ」というマスゲームを中心とした体育大会が1955年から5年ごとに行われるようになる。
1989年にチェコ、スロバキア、ポーランドのソコルが活動を再開する。1994年7月にプラハでソコル祭典が再び開催され、パレードと世代別のマスゲームが演じられた。このときの参加者数は2万人余りであった。この時に国外でソコル活動を継続していた移民たちも復活したソコル祭典に参加し、注目を集めている。1994年以降ソコル祭典は6年ごとに開かれているが、祭典のマスゲームやパレードに参加する会員の多くは過去のソコルに馴染みが深い高齢者で占められている。

## 活動内容
ソコルが考案した体操は多くの道具が使用され、多種の動作を含む複雑な運動であり、審美性に訴えかける要素を備えている。1880年代には芸術性を高めるために体操の動作を自由に組み合わせ、音楽に合わせて演技を行う種目が女子体操に追加された。
各地に設立されたソコルはソコル祭典（Slet）を開催し、民族の団結を示すマスゲームが大会の中心になっていた。ソコル祭典は1882年に始まり、1941年にナチス・ドイツによって解散させられるまでの間に10回の大会が開かれた。祭典ではマスゲームのほか、軍事教練、器械体操、フェンシング、ボクシング、舞踊、ページェントなどの競技が行われていた。同じユニフォームの着用、マスゲームの参加は過去には民族主義による開放感をもたらしていたが、関心が多様化した社会ではそれらの行為は拘束として受け止められている。

## 組織の思想

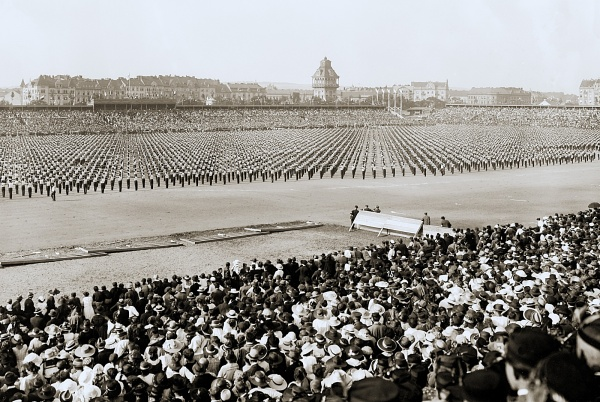
1920年にプラハで開催されたソコル祭典

ソコルはチェコ民族の身体能力の強化と民族意識の高揚による民族解放を目的とし、誓約においては「自由、平等、友愛、愛国」の理想に忠実であることが求められていた。設立の背景には微弱な民族は淘汰される思想が存在したと思われ、身分や階級に関係なく全ての人間がソコルに加入し、身体を強化するべきだと主張されていた。ソコルの会員は国家が制定したユニフォームを着用して互いを「兄弟」と呼び合い、国家主義を強調する組織と審美性を求めるソコル独自の体操は、ナショナリズムの高揚に大きな役割を果たしていた。チェコスロバキアで結成された後発のスポーツ組織は背景に存在する政治思想に差異があれども、その多くはソコルが基本になっていた。
ソコルの活動の拠点である体育館は様々な階級の人間が交流する機会を提供し、多くの体育館には図書館、講義室が併設されており、音楽会や演劇が開催されていた。1895年のチェコ・ソコル共同体総会で採択された「聖ヴァーツラフ決議」では誰にでも開かれた体操をという方針が打ち出され、人民の精神と道徳水準の向上が唱えられた。共同体本部に新設された教育部門によって、これまで各支部が独自に行っていた講演会、蔵書の購入が統轄され、講演を通した民衆の識字率の向上が重視される。これらの点からソコルには身分・地位が異なる大衆の民族意識を刺激し、身体と精神の両方を規律化する機能を備えていたと指摘されている。また、かつてソコルの指導者は学校の教師を兼任していたため、義務教育で行われる体育教育と自由意思で参加する体育活動の指導法に一貫性が備わり、身体文化の基盤が統一されていた。しかし、ソコルの教育活動の実情は「上からの」国民化・教化とも言え、協会の理想に反して知的水準の向上に無関心・消極的な下層階級を前にして、管理主義的な傾向を強めていった。